# Hécatombe
Pour les articles homonymes, voir Hécatombe (homonymie).
Une hécatombe (en grec ancien ἑκατόμβη / hekatómbê) désigne à l'origine, en Grèce antique, un sacrifice religieux de cent bœufs. Il faut cependant nuancer ce fait, car les cités grecques qui n'étaient pas assez aisées pour se permettre le sacrifice de cent bœufs pouvaient en sacrifier moins. Une autre possibilité de couper au sacrifice de ces cent bœufs était de sacrifier d'abord un bœuf et de poursuivre ensuite avec quatre-vingt-dix-neuf victimes de moindre coût.
Le mot vient en effet de ἑκατόν / hekatón, « cent » et βοῦς / boũs, « bœuf », et il donne son nom au mois durant lequel on pratiquait ce rituel, Hécatombéon. Très tôt, le mot s'étend aussi à tout grand sacrifice, indépendamment du nombre de victimes et de l'animal. Ainsi, on trouve dans l'Iliade une hécatombe de douze bœufs, une autre de cinquante béliers, et dans l'Odyssée une de quatre-vingt-un bœufs.
Le rituel est décrit de manière quasiment immuable par Homère :

« Quand la prière fut finie et l'orge répandue,

On releva les mufles, on égorgea, on dépeça,

On trancha les cuisseaux, on les couvrit sur chaque face

De graisse et l'on mit par-dessus les morceaux de chair crue

Et l'on tint au-dessus du feu la fressure embrochée.

Les cuisseaux une fois brûlés, on mangea la fressure ;

Le reste fut coupé menu, enfilé sur des broches,

Et dès que tout fut bien rôti, on l'enleva du feu.

Ce travail une fois achevé, et le repas une fois prêt,

On mangea, et chacun eut part égale à ce festin. »

— (trad. Frédéric Mugler)
Le mot hécatombe est apparu dans la langue française au XVIe siècle, avec un sens similaire à celui du grec (sacrifice d'un grand nombre d'animaux). Au XVIIe siècle, on l'emploie de plus en plus pour désigner le « massacre d'un grand nombre de personnes ». De nos jours, il peut avoir divers sens figurés n'ayant plus aucun rapport avec la mort (hécatombe de candidats recalés à un examen, hécatombe de clubs de Ligue 1 en ligue des champions, etc.).